# 普吕姆附近奥夫
普吕姆附近奥夫是德国莱茵兰-普法尔茨州的一个市镇。总面积22.11平方公里，总人口664人，其中男性359人，女性305人（2011年12月31日），人口密度30人/平方公里。